# Blomsterhultsmossen
Blomsterhultsmossen är ett naturreservat i Kristinehamns kommun i Värmlands län.
Området är naturskyddat sedan 2000 och är 30 hektar stort. Reservatet omfattar östra delen av mossen med detta namn består av högmosse med martallar, skogbevuxen myr och randskog av tall. 